# Lamborghini Reventón
La Lamborghini Reventón è un'autovettura prodotta in piccola serie dalla casa automobilistica italiana Lamborghini dal 2007 al 2010.

## Nome e contesto
Il nome Reventon deriva da un toro da combattimento della famiglia di Don Rodríguez, famoso per aver ucciso nel 1943 il torero Félix Guzmán.
È stata presentata ufficialmente al salone dell'automobile di Francoforte 2007. La Reventón venne presentata dalla Lamborghini agli acquirenti prima del Motorshow di Bologna sotto forma di modellino, ma alla stampa non sono pervenute immagini.
Aveva un costo di 1 milione di euro e la produzione era stata dichiarata per soli 20 esemplari di cui l'ultimo è stato consegnato al termine del 2008.

## Tecnica
Il motore è un V12 da 6,5 litri con 650 CV (480 kW). La vettura supera i 330 km/h e raggiunge i 100 km/h in 3,4 secondi. Il cambio è il nuovo e-gear, i rapporti si inseriscono utilizzando i paddle al volante.

## Design
Pur basandosi sulla Murciélago LP640, il design esterno è completamente nuovo, con sostanziali modifiche e linee più marcate, spigolose e squadrate. Come nel modello di base, il rivestimento esterno è realizzato in CFC, un materiale composito a base di fibra di carbonio. I componenti esterni sono incollati e fissati al telaio della Reventón in CFC e acciaio. La parte anteriore è caratterizzata da angoli acuti con un motivo del frontale "a freccia" e dalle prese d'aria rivolte in avanti. Entrambe le porte si aprono verso l'alto. La sua linea esterna è ripresa dal Lockheed Martin-Boeing F-22 Raptor.
Il colore utilizzato è il "Grigio Barra", un grigio opaco realizzato appositamente per la Revènton, che, grazie anche alla presenza di molte parti metalliche, crea un effetto molto particolare alla luce del sole. Anche i cerchioni contribuiscono a questo gioco di luci.
Alle razze dei cerchi in alluminio verniciate di nero, sono state accostate delle alette in carbonio opaco che assicurano il raffreddamento ottimale dei dischi dei freni in carboceramica.
I gruppi ottici dal design innovativo sono composti anteriormente, oltre ai fari Bi-Xenon, da dei più moderni diodi a emissione di luce. Sette LED assicurano per la marcia una luce ottimale, mentre per la funzione lampeggiante vengono affiancati altri nove diodi. Un'altra innovazione tecnica è data dai LED nelle luci posteriori. A fronte della elevata temperatura in quella zona della vettura sono stati messi a punto speciali LED resistenti al calore, che vengono utilizzati come lampeggiatori, luci di stop e fanali posteriori con un effetto ottico a triplice freccia.

## Interni
I materiali utilizzati per gli interni sono: l'alcantara, il carbonio, l'alluminio e la pelle. L'abitacolo ricorda i "cockpit" degli aerei caccia e gli strumenti sono costituiti da tre display piatti a cristalli liquidi TFT. Per il resto, gli strumenti sono alloggiati in una struttura fresata in un blocco di alluminio pieno, protetta da una calotta in fibra di carbonio.
Grazie al G-Force-Meter, un display di ultima generazione, il conducente può vedere le forze dinamiche che agiscono durante la marcia del veicolo, l'accelerazione longitudinale in accelerazione e in fase di frenata e anche l'accelerazione trasversale nelle curve.

## Reventón Roadster

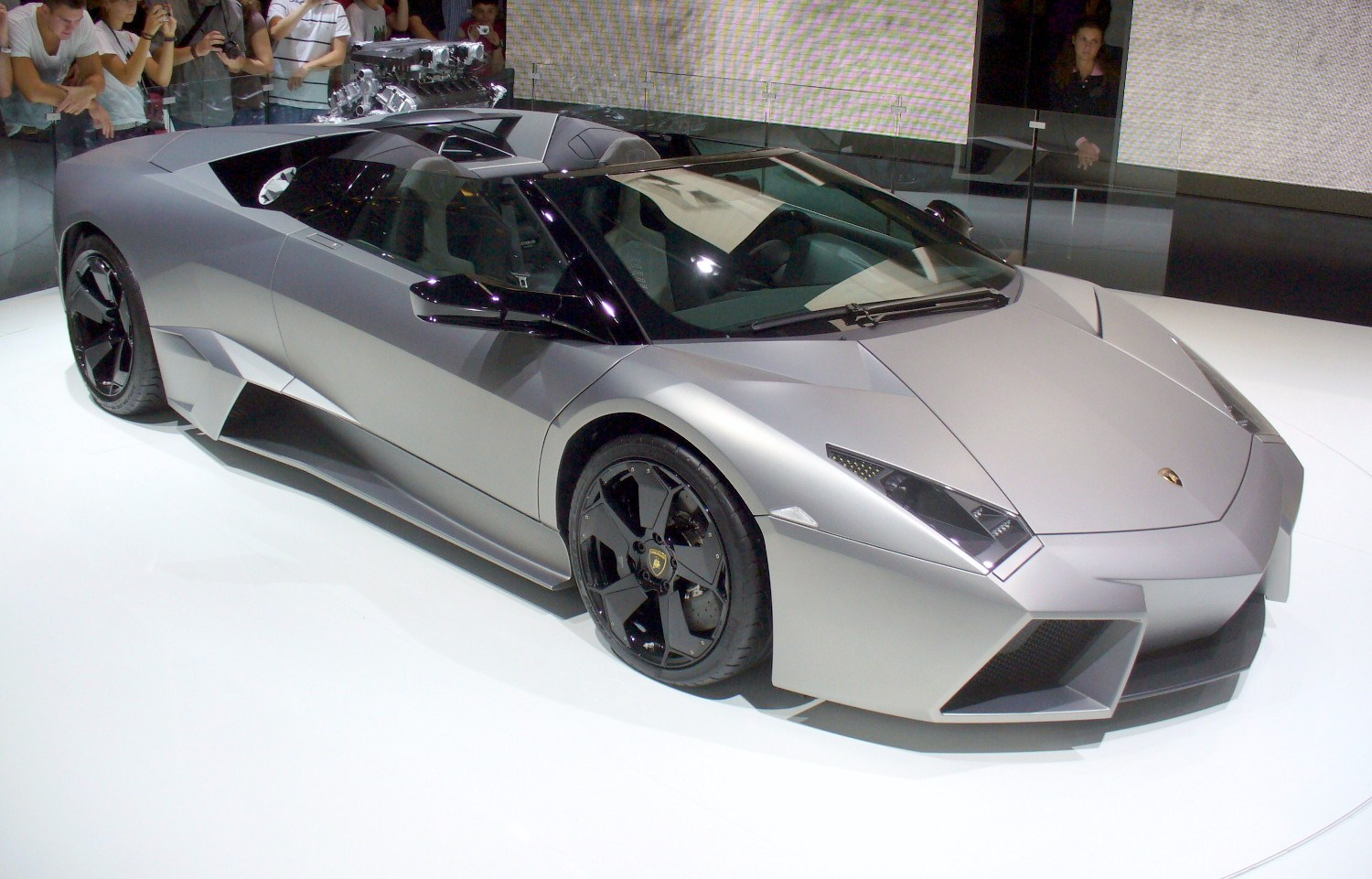
Lamborghini Reventón Roadster

Nel settembre 2009, al salone di Francoforte, è stata presentata la Reventón Roadster la cui produzione annunciata era di soli 9 esemplari. Le previsioni di produzione sono in seguito passate a 20 esemplari per confermarsi al termine della produzione in 16.